# FV Breidenbach
Der FV 09 Breidenbach e. V. ist ein deutscher Fußballverein mit Sitz in Breidenbach im Hessischen Hinterland.

## Geschichte

### Gründung bis Zweiter Weltkrieg
Der Verein wurde im Spätsommer 1909 als Fußballclub Adler Breidenbach gegründet. Nach zehn Jahren nahm er dann seinen heutigen Namen an. Zum Abschluss der Saison 1936/37 gelang es sich für die Gruppe Nord der Aufstiegsrunde zur damals erstklassigen Gauliga Hessen zu qualifizieren. Dort reichte es mit 8:4 dann jedoch nur für den zweiten Platz hinter dem BC Sport Kassel, was für den Aufstieg nicht reichen sollte. Gleiches gelang dann auch noch einmal nach der Saison 1938/39, in welcher man dann jedoch mit 3:9 Punkten nur noch auf dem vierten und letzten Platz landete. Bedingt durch den Ausbruch des Zweiten Weltkriegs war dann jedoch aufgrund von Spielermangel kein anknüpfen mehr an diese sportlichen Erfolge möglich.

### Nachkriegszeit
Nachdem der Spielbetrieb bereits 1946 wieder aufgenommen werden konnte, stieg die Mannschaft zur Saison 1946/47 in die zu dieser Zeit zweitklassige Landesliga Hessen auf. Mit 21:23 Punkten platzierte sich der Verein am Ende der Spielzeit auf dem siebten Platz der Gruppe Marburg. Da die Liga zur nächsten Saison eingleisig wurde, mussten fast alle Vereine der Gruppe, wie auch der FV wieder absteigen. Nach ein paar Jahren Unbeständigkeit gelang es dann jedoch bereits nach der Saison 1952/53 den Aufstieg in die Bezirksliga Marburg-Gießen perfekt zu machen. Zur Saison 1967/68 gelang dann gar der Aufstieg in die Hessenliga. Gleichzeitig gelang es erstmals den Hessenpokal zu gewinnen. Bereits am Ende der Saison musste der FV jedoch mit 23:41 Punkten über den 15. Platz direkt wieder absteigen.

### Heutige Zeit
In der Saison 2003/04 spielte der Verein in der Bezirksoberliga Gießen/Marburg und platzierte sich mit 44 Punkten hier auf dem 13. Platz. Nach der Spielzeit 2004/05 musste die Mannschaft dann mit 30 Punkten über den 19. und damit letzten Platz in die Bezirksliga Gießen/Marburg absteigen. Mit 72 Punkten gelang dann hier jedoch die direkt der zweite Platz und damit der sofortige Wiederaufstieg, in die mittlerweile Gruppenliga heißende Spielklasse. Mit 59 Punkten platzierte sich der Verein am Ende der Saison 2008/09 dann auf dem dritten Platz, was zur Teilnahme an der Aufstiegsrelegation zur Verbandsliga Hessen berechtigte. Mit zwei Unentschieden gelang dann zwar nur der mittlere zweite Platz, jedoch reicht dies und die Mannschaft durfte zur nächsten Saison in die Verbandsliga aufsteigen. Die erste Saison hier endete dann mit 39 Punkten auf dem 15. Platz, womit der FV erneut an der Relegation teilnehmen musste. Am Ende dieser Runde hatten alle Vereine jeweils drei Punkte gesammelt, aufgrund des schlechteren Torverhältnis reicht es dann für die Breidenbacher nicht und es ging zurück in die Gruppenliga. Nach der Saison 2010/11 sollte es dann jedoch schließlich wieder für den erneuten Aufstieg reichen. Seitdem spielte die Mannschaft ununterbrochen bis heute in der Verbandsliga.

## Persönlichkeiten
- Erich Meier (1935–2010), später bei Eintracht Frankfurt und dem 1. FC Kaiserslautern
- Gerd Becker (* 1943)
- Rainer Laskowsky (1948–2015)
- Reiner Künkel (* 1950), später bei KSV Hessen Kassel und beim FC Bayern München
- Paul Will (* 1999), später beim FC Bayern München II und Dynamo Dresden